# Effraie de Taliabu
Tyto nigrobrunnea
Espèce
Statut de conservation UICN

 VU  : Vulnérable
Statut CITES
L'Effraie de Taliabu (Tyto nigrobrunnea) est une espèce d'oiseaux de la famille des Tytonidae.

## Répartition
Cette espèce est endémique de Taliabu (îles Sula, Indonésie).